# Kościół Chrystusa Nauczyciela w Radomiu
Kościół Chrystusa Nauczyciela w Radomiu – rzymskokatolicki kościół parafialny należący do parafii pod tym samym wezwaniem (dekanat Radom-Południe diecezji radomskiej).
Budowa murowanej świątyni została rozpoczęta wiosną 1999 roku, dzięki staraniom księdza Ryszarda Szczęśniaka. Kościół został zaprojektowany przez architektów: Piotra Wypchło i Konrada Brejtkopa z Radomia. Plac pod budowę świątyni został poświęcony w dniu 16 maja 1999 roku przez ks. Jerzego Banaśkiewicza, natomiast fundamenty zostały poświęcone 30 października 1999 roku przez biskupa Jana Chrapka. Kościół został dedykowany 28 listopada 2004 roku przez biskupa Edwarda Materskiego.